# Service frontalier du Service fédéral de sécurité de la fédération de Russie
Le Service frontalier du Service fédéral de sécurité de la fédération de Russie, abrégé PS FSB Rossii (russe : Пограничная служба Федеральной службы безопасности Российской Федерации (ПС ФСБ России), est une branche du Service fédéral de sécurité de Russie chargée de patrouiller à la frontière russe.

## Historique
Les termes Service frontalier de Russie (russe : Пограничная служба России) et Force frontalière de Russie (russe : Пограничные войска России), ou simplement « Gardes-frontières » et « Troupes frontalières » sont fréquemment utilisés pour désigner ce service. Le service des frontières compte environ 170 000 membres actifs, qui comprend les unités de garde-frontières maritimes russes (c'est-à-dire les garde-côtes).
Ses officiers sont formés par l'Académie du service frontalier du service fédéral de sécurité de la fédération de Russie.